# (1646) Rosseland
(1646) Rosseland ist ein Asteroid des Hauptgürtels, der am 19. Januar 1939 von dem finnischen Astronomen Yrjö Väisälä in Turku entdeckt wurde.
Benannt wurde dieser Asteroid zu Ehren des norwegischen Astrophysikers Svein Rosseland.